# تيريل أوينز
تيريل إلدورادو أوينز ولد يوم 7 ديسمير 1973 في الاباما ويلقبه اصحابه ب توو، هو لاعب كرة قدم أمريكي سابق ومستقبل واسع لعب 15 موسمًا في الدوري الوطني لكرة القدم (NFL). نظرًا لكونه واحدًا من أعظم أجهزة الاستقبال الواسعة على الإطلاق، يحتل أوينز المرتبة الثالثة في تاريخ اتحاد كرة القدم الأميركي في تلقي الساحات واستقبال الهبوط .      